# La Légende des super-héros
Ne doit pas être confondu avec La Légion des super-héros.
La Légende des super-héros (Legion of Super Heroes) est une série télévisée d'animation américaine en 26 épisodes de 22 minutes, créée d'après les personnages de la série de comics La Légion des super-héros (DC Comics) et diffusée entre le 23 septembre 2006 et le 5 avril 2008 dans le bloc de programmation Kids' WB sur The CW.
En France, la série a été diffusée à partir du 2 septembre 2007 sur France 3, puis rediffusée sur Boing et Toonami. Au Québec, elle a été diffusée sur Vrak.

## Synopsis
Clark Kent est téléporté au XXXIe siècle et rencontre une nouvelle équipe de justiciers chargés de faire régner l'ordre : l'« Alliance des Super-héros ». L'Alliance et Brainiac 5 décident de ne pas lui raconter son futur, craignant d'altérer le futur de Superman lorsqu'il retournera à son époque, le XXIe siècle.

## Fiche technique
- Titre original : Legion of Super Heroes
- Titre français : La Légende des super-héros
- Réalisation : Lauren Montgomery, Brandon Vietti, Ben Jones, Tim Maltby, James Tucker, Scott Jeralds
- Scénario : J.M. DeMatteis, Michael Jelenic, Matt Wayne, etc.
- Musique : Kristopher Carter, Michael McCuistion, Lolita Ritmanis
- Production :  Linda Steiner, James Tucker
- Société de production : Warner Bros. Animation, DC Entertainment
- Société de distribution : Kids' WB
- Pays d'origine :  États-Unis
- Langue originale : anglais
- Format : couleur — [format de pellicule] — [format de projection] — [procédé sonore]
- Genre : animation, science-fiction
- Nombre d'épisodes : 26 (2 saisons)
- Durée : 22 minutes
- Dates de première diffusion :
  - États-Unis : 23 septembre 2006
  - France : 2 septembre 2007
  - Québec : ?

## Distribution

### Voix originales
- Yuri Lowenthal : Superman / Superman X
- Michael Cornacchia (en) : Bouncing Boy
- Adam Wylie : Brainiac 5 / Colossal Boy (Gim Allon (en)) / Computo (Computo (comics) (en))
- Andy Milder : Lightning Lad
- Kari Wahlgren : Saturn Girl / Shrinking Violet / Triplicate Girl/Duo Damsel / Ayla Ranzz
- Shawn Harrison (en) : Timber Wolf (Timber Wolf (comics) (en)) / Ron-Karr
- Heather Hogan : Phantom Girl
- Wil Wheaton : Cosmic Boy / Roderick Doyle
- Alexander Polinsky (en) : Chameleon Boy (Reep Daggle (en)) / Matter-Eater Lad (en)
- Tara Platt (en) : Nura Nal (en) / Dream Girl
- Dave Wittenberg (en) : Ferro Lad (en) / Gullug
- Keith Ferguson : Karate Kid (Karate Kid (comics) (en)) / Nemesis Kid (en)
- Bumper Robinson (en) : Star Boy (Thom Kallor (en)) / Ontirr
- James Arnold Taylor : Ultra Boy (en) / Lightning Lord (en)
- Jennifer Hale : Emerald Empress (en)
- Tara Strong : Emerald Empress (voix 2) / Alexis Luthor / Esper Lass (en)
- Phil Morris : Imperiex
- David Sobolov (en) : Persuader (Persuader (comics) (en))
- David Lodge : Tharok (en)
- Harry Lennix : Dr Mar Londo (voix 1)
- Dorian Harewood : Dr Mar Londo (voix 2)
- Khary Payton : Tyr / Hunter
- Taylor Negron : Starfinger (en)
- Lauren Tom : Zyx
- Lex Lang : Grimbor the Chainsman
- Jeff Black (en) : Terra-Man (en)
- Corey Burton : Brainiac

### Voix françaises
- Emmanuel Garijo : Superman
- Didier Cherbuy : Lightning Lad
- Céline Melloul : Saturn Girl / Shrinking Violet
- Yann Le Madic : Bouncing Boy
- Donald Reignoux : Brainiac 5
- Stéphane Marais : Timber Wolf / Cosmic Boy (saison 2) / Mekt Ranzz / Pete le Porc-Épic / Star Boy (voix 2)
- Boris Rehlinger : Superman X / Kell-El
- Pascal Germain : Imperiex / Pr Mar Londo / Tyr / Cosmic Boy (saison 1) / Grimbor (voix 2)
- Nathalie Bienaimé : Phantom Girl / Esper / Ayla
- Christelle Reboul : Triplicate Girl / Duo Damoiselle
- Brigitte Virtudes : l'impératrice Émeraude / Martha Kent
- Olivier Podesta : Chameleon Boy
- Philippe Dumond : Grimbor (voix 1) / Ron-Karr / Terra-Man
- Alexandre Nguyen : Karate Kid
- Lionel Melet : Star Boy (voix 1) / Mange-Matière (Matter-Eater Lad (en))
- Thomas Sagols : Nemesis Kid
- Charles Germain : Ferro Lad

## Épisodes

### Première saison (2006-2007)
1. L'Homme de demain (Man of Tomorrow)
2. Timber Wolf (Timber Wolf)
3. La Relève (Legacy)
4. Le Vaisseau de la peur (Fear Factory)
5. Champions (Champions)
6. Fantômes (Phantoms)
7. Forces et Magie (Child's Play)
8. De l'orage dans l'air (Lightning Storm)
9. Brainiac perd la tête (Brain Drain)
10. Les Remplaçants (The Substitutes)
11. Un leader peut en cacher un autre (Chain of Command)
12. Soleil couchant, partie 1 (Sundown, Pt. 1)
13. Soleil couchant, partie 2 (Sundown, Pt. 2)

### Deuxième saison (2007-2008)
1. L'Homme du futur, partie 1 (The Man from the Edge of Tomorrow, Pt. 1)
2. L'Homme du futur, partie 2 (The Man from the Edge of Tomorrow, Pt. 2)
3. Mauvaise Posture (Cry Wolf)
4. Tout éclair (Chained Lightning)
5. Le Karaté Kid (The Karate Kid)
6. Qui suis-je ? (Who Am I?)
7. Alliances contre nature (Unnatural Alliances)
8. L'Histoire se répète (Message in a Bottle)
9. Au commencement (In the Beginning)
10. L'Épreuve (Trials)
11. Dans tes rêves (In Your Dreams)
12. Sombre Victoire, partie 1 (Dark Victory Pt. 1)
13. Sombre Victoire, partie 2 (Dark Victory Pt. 2)

## Commentaires
- La traduction française du titre (La Légende des super-héros) et du nom de l'organisation (Alliance des super-héros) diffère du titre original[1], ainsi que du nom français de l'organisation dans les bandes dessinées dont est inspiré la série : La Légion des super-héros.